# Alerta Rio

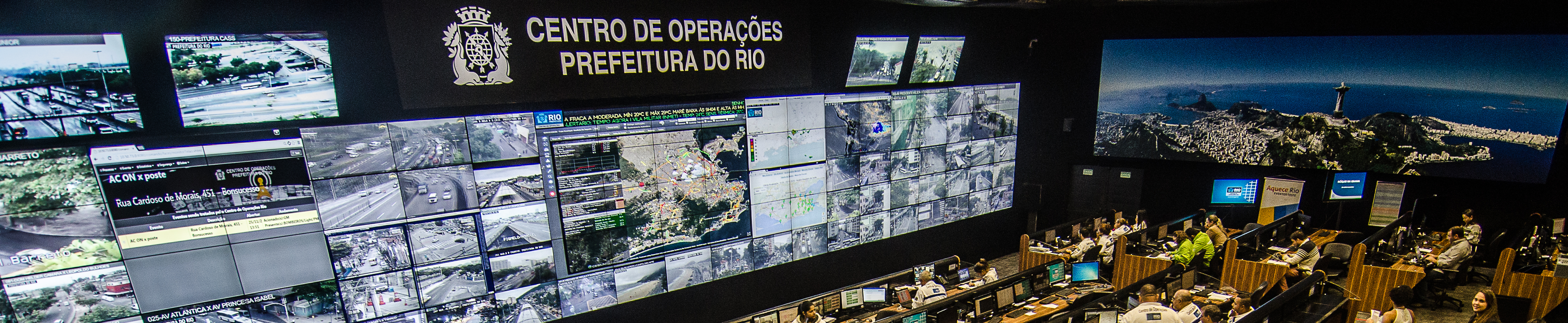
Imagens de radar e mapas de chuva produzidos pelo Alerta Rio podem ser vistos no painel do Centro de Operações Rio

Alerta Rio é um sistema de monitoramento e alerta de chuvas e deslizamentos em encostas na cidade do Rio de Janeiro. Administrado pela Geo-Rio, foi criado no final de 1996 e passou a registrar índices pluviométricos e meteorológicos da cidade em janeiro de 1997.
A rede do Alerta Rio é composta por 33 estações, espalhadas por todas as regiões da cidade. Todas elas medem precipitação, sete medem temperatura e umidade, e duas medem direção e velocidade do vento e pressão atmosférica. A maioria das estações entrou em operação em 1º de janeiro de 1997, e desde então medem os índices a cada 15 minutos.
Em dezembro de 2010, o Alerta Rio passou a contar também com um radar meteorológico, instalado no Morro do Sumaré, capaz de detectar nuvens de chuva num raio de 250 quilômetros. O radar registra novas imagens a cada 2 minutos. Tanto os dados pluviométricos e meteorológicos quanto as imagens do radar são disponibilizadas em tempo real do website do Alerta Rio.
Os dados gerados pelo Alerta Rio são fundamentais para a atividade do Centro de Operações Rio, sendo usados para determinar o risco de deslizamento em encostas (e o consequente disparo de alertas sonoros nos lugares afetados) e influenciando o estágio geral de atividades da cidade (normalidade, atenção ou crise).

## Estações
|              | Estação                    | Bacia             | Início de operação     | Sensores              | Sensores                      | Sensores            | Sensores | Coordenadas | Coordenadas |
| Precipitação | Estação                    | Bacia             | Início de operação     | Temperatura e umidade | Direção e velocidade do vento | Pressão atmosférica | Latitude | Longitude   |             |
| ------------ | -------------------------- | ----------------- | ---------------------- | --------------------- | ----------------------------- | ------------------- | -------- | ----------- | ----------- |
| 1            | Vidigal                    | Zona Sul          | 1 de janeiro de 1997   | Sim                   | —                             | —                   | —        | -22.992487° | -43.233018° |
| 2            | Urca                       | Zona Sul          | 1 de janeiro de 1997   | Sim                   | —                             | —                   | —        | -22.955817° | -43.166628° |
| 3            | Rocinha                    | Zona Sul          | 1 de janeiro de 1997   | Sim                   | —                             | —                   | —        | -22.985817° | -43.244958° |
| 4            | Tijuca                     | Baía de Guanabara | 2 de janeiro de 1997   | Sim                   | —                             | —                   | —        | -22.931927° | -43.221628° |
| 5            | Santa Teresa               | Baía de Guanabara | 1 de janeiro de 1997   | Sim                   | —                             | —                   | —        | -22.931657° | -43.196348° |
| 6            | Copacabana                 | Zona Sul          | 1 de janeiro de 1997   | Sim                   | —                             | —                   | —        | -22.986377° | -43.189398° |
| 7            | Grajaú                     | Baía de Guanabara | 1 de janeiro de 1997   | Sim                   | —                             | —                   | —        | -22.922207° | -43.267458° |
| 8            | Ilha do Governador         | Baía de Guanabara | 2 de janeiro de 1997   | Sim                   | —                             | —                   | —        | -22.818047° | -43.210238° |
| 9            | Penha                      | Baía de Guanabara | 1 de janeiro de 1997   | Sim                   | —                             | —                   | —        | -22.844427° | -43.275238° |
| 10           | Madureira                  | Baía de Guanabara | 1 de janeiro de 1997   | Sim                   | —                             | —                   | —        | -22.873317° | -43.338848° |
| 11           | Irajá                      | Baía de Guanabara | 1 de janeiro de 1997   | Sim                   | Sim                           | —                   | —        | -22.826927° | -43.336898° |
| 12           | Bangu                      | Baía de Guanabara | 1 de janeiro de 1997   | Sim                   | —                             | —                   | —        | -22.880267° | -43.465788° |
| 13           | Piedade                    | Baía de Guanabara | 1 de janeiro de 1997   | Sim                   | —                             | —                   | —        | -22.891807° | -43.310008° |
| 14           | Jacarepaguá/Tanque         | Barra/Jacarepaguá | 1 de janeiro de 1997   | Sim                   | —                             | —                   | —        | -22.912487° | -43.364678° |
| 15           | Saúde                      | Baía de Guanabara | 1 de janeiro de 1997   | Sim                   | —                             | —                   | —        | -22.896047° | -43.187818° |
| 16           | Jardim Botânico            | Zona Sul          | 1 de janeiro de 1997   | Sim                   | Sim                           | —                   | —        | -22.972767° | -43.223848° |
| 17           | Barra/Barrinha             | Barra/Jacarepaguá | 8 de janeiro de 2013   | Sim                   | —                             | —                   | —        | -23.008477° | -43.299608° |
| 18           | Jacarepaguá/Cidade de Deus | Barra/Jacarepaguá | 1 de janeiro de 1997   | Sim                   | —                             | —                   | —        | -22.945547° | -43.362738° |
| 19           | Barra/Riocentro            | Barra/Jacarepaguá | 1 de janeiro de 1997   | Sim                   | Sim                           | —                   | —        | -22.981277° | -43.405038° |
| 20           | Guaratiba                  | Baía de Sepetiba  | 1 de janeiro de 1997   | Sim                   | Sim                           | Sim                 | Sim      | -23.050267° | -43.594677° |
| 21           | Estrada Grajaú/Jacarepaguá | Barra/Jacarepaguá | 12 de maio de 2010     | Sim                   | —                             | —                   | —        | -22.925547° | -43.315788° |
| 22           | Santa Cruz                 | Baía de Sepetiba  | 1 de janeiro de 1997   | Sim                   | Sim                           | —                   | —        | -22.909427° | -43.684397° |
| 23           | Grande Méier               | Baía de Guanabara | 1 de janeiro de 1997   | Sim                   | —                             | —                   | —        | -22.890547° | -43.278018° |
| 24           | Anchieta                   | Baía de Guanabara | 1 de janeiro de 1997   | Sim                   | —                             | —                   | —        | -22.826927° | -43.403288° |
| 25           | Grota Funda                | Barra/Jacarepaguá | 1 de janeiro de 1997   | Sim                   | —                             | —                   | —        | -23.014427° | -43.521348° |
| 26           | Campo Grande               | Baía de Sepetiba  | 1 de janeiro de 1997   | Sim                   | —                             | —                   | —        | -22.903597° | -43.561898° |
| 27           | Sepetiba                   | Baía de Sepetiba  | 1 de janeiro de 1997   | Sim                   | —                             | —                   | —        | -22.968877° | -43.711627° |
| 28           | Alto da Boa Vista          | Baía de Guanabara | 16 de abril de 2010    | Sim                   | Sim                           | —                   | —        | -22.965817° | -43.278288° |
| 29           | Av. Brasil/Mendanha        | Baía de Sepetiba  | 1 de abril de 2010     | Sim                   | —                             | —                   | —        | -22.856927° | -43.541068° |
| 30           | Recreio dos Bandeirantes   | Barra/Jacarepaguá | 1 de janeiro de 1997   | Sim                   | —                             | —                   | —        | -23.009987° | -43.440518° |
| 31           | Laranjeiras                | Baía de Guanabara | 13 de agosto de 2000   | Sim                   | —                             | —                   | —        | -22.940547° | -43.187458° |
| 32           | São Cristóvão              | Baía de Guanabara | 19 de agosto de 2000   | Sim                   | Sim                           | Sim                 | Sim      | -22.896657° | -43.221628° |
| 33           | Tijuca/Muda                | Baía de Guanabara | 7 de fevereiro de 2011 | Sim                   | —                             | —                   | —        | -22.932767° | -43.243288° |